# Böttcherberg

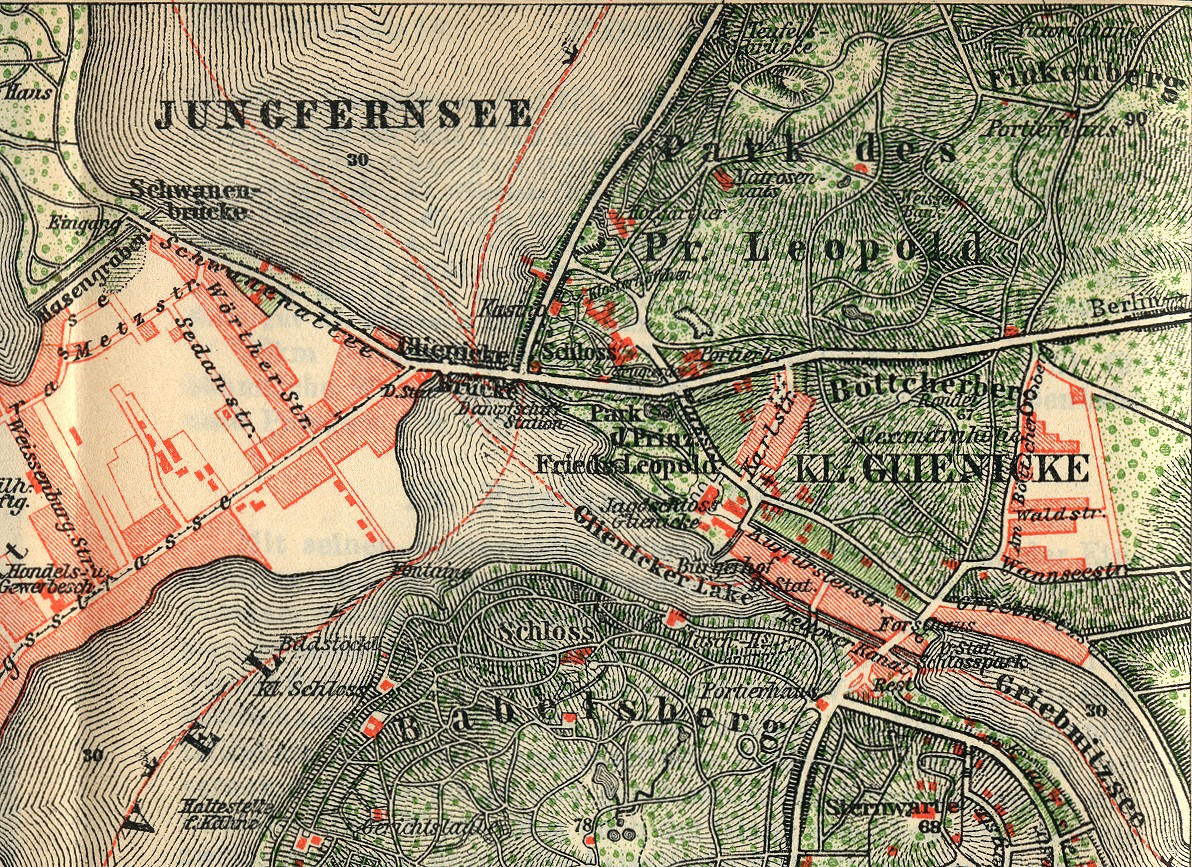
Baedeker-Karte, 1921

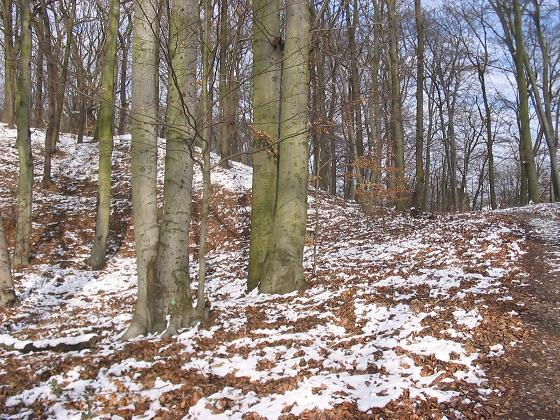
Böttcherberg im Winter

Der Böttcherberg im Landschaftspark Klein Glienicke ist Bestandteil des Weltkulturerbes der Berlin-Potsdamer Kulturlandschaft, die von der Pfaueninsel bis nach Werder reicht und seit 1990 mit ihren Schlössern und Gärten als Gesamtensemble unter dem Schutz der UNESCO steht.
Die 67 m ü. NN hohe Erhebung befindet sich im Berliner Ortsteil Wannsee des Bezirks Steglitz-Zehlendorf unmittelbar neben der Königstraße (Bundesstraße 1) zwischen dem Park Klein Glienicke und dem Potsdamer Park Babelsberg. Das ehemalige Dorf und heutige Villenviertel Klein Glienicke zu Füßen des Berges gehört im Gegensatz zum gleichnamigen Volkspark zu Potsdam, das sich hier wie eine Enklave auf das Gebiet der Berliner Wannseeplatte erstreckt. Berg und Villenviertel sind durch den Griebnitzsee, die Glienicker Lake und das Verbindungsstück zwischen beiden Seen, der Fortsetzung des Teltowkanals, vom Park Babelsberg getrennt. Die kleine „Parkbrücke“, die nur wechselweise einspurig befahren werden kann, verbindet beide Landschaftsteile.
Prinz Carl von Preußen beauftragte Peter Joseph Lenné mit der Gestaltung des Glienicker Parks. Lenné, der die Umgebung Potsdams in ein Gesamtkunstwerk verwandeln wollte, bezog den Böttcherberg in die gartenkünstlerischen Pläne ein. Nach einem Entwurf von 1832 plante Lenné zuerst die Errichtung eines Cottages – verwirklicht wurde ein Aussichtsplatz mit den für Lennés Werke typischen Sichtachsen, die zum Jungfernsee, Weißen See, Krampnitzsee und Griebnitzsee gerichtet waren. In den 1860er Jahren bürgerten sich für den Aussichtspunkt die Namen Rondell oder auch Fächeraussicht ein.

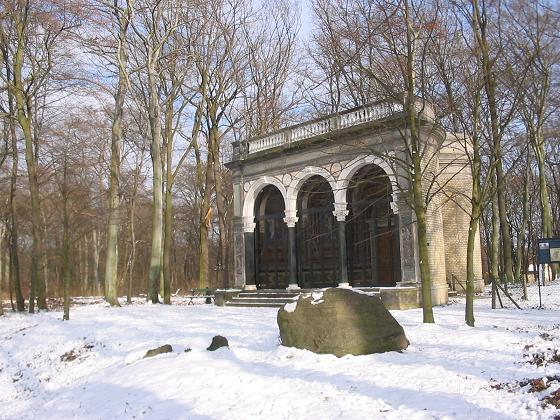
Loggia Alexandra

In der Nähe der höchsten Erhebung befindet sich die halbkreisförmig zum Park geöffnete Loggia Alexandra, die Prinz Karl 1869 zum Gedenken an eine verstorbene Schwester errichten ließ. Die Loggia, das Schmuckstück des Böttcherberges, wurde nach der politischen Wende restauriert. Auch die ursprüngliche Lennésche Gestaltung des Berggeländes konnte unter gartendenkmalpflegerischen Gesichtspunkten zum Ausklang des 20. Jahrhunderts weitgehend wiederhergestellt werden.
Von 1791 bis 1804 war der Böttcherberg in Besitz von Christian Böttcher, seinem heutigen Namensgeber. Bis 1791 hieß er aufgrund des Weinanbaus an seinen Hängen Alter Weinberg und zuvor, als er noch der Landwirtschaft diente, Ackerberg. Seit 1928 gehört der Hügel zu Berlin.
Geologisch ist der Böttcherberg Teil des Berlin-Brandenburger Teltow, einer flachwelligen Hochfläche mit einer bis zu 15 Meter dicken Schicht aus Geröll, Mergel und Sand, die die Wassermassen der abtauenden Gletscher zwischen der Endmoräne Fläming bzw. dem vorgelagerten Baruther Urstromtal und dem Berliner Urstromtal vor rund 15.000 Jahren im Brandenburger Stadium der Weichsel-Eiszeit hinterließen.
Koordinaten: 52° 25′ N, 13° 6′ O